# Tatyana Shmyga

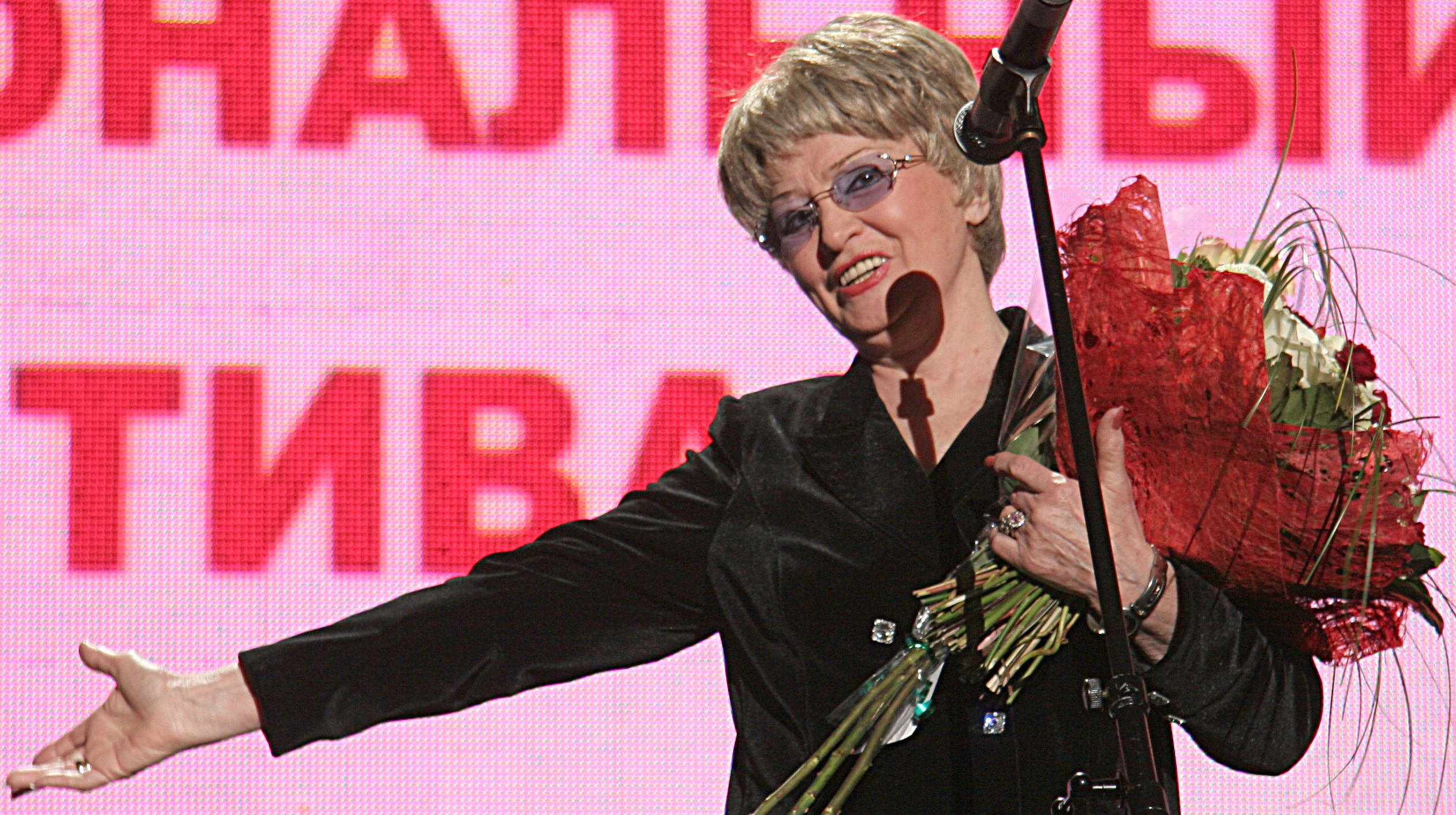
Tatyana Shmyga

Tatyana Shmyga (Moscou, União Soviética, 31 de dezembro de 1928 - Moscou, 3 de fevereiro de 2011) foi uma cantora de ópera e atriz de cinema soviética de origem russa, sendo nomeada Artista do Povo da URSS em 1978.